# Hopen
Hopen és una illa habitada que forma part de l'arxipèlag àrtic de Svalbard, Noruega. Es troba al mar de Barentsz (oceà Àrtic), a la part sud-est de l'arxipèlag, a uns 93 km de la illa d'Edge, a 215 km de Spitsbergen i a 270 km de l'illa de l'Ós. Té una superfície de 47 km² i uns 33 km de llarg per 2 km d'ample. El punt més alt de l'illa és la muntanya Iversenfjellet, amb 370 m.
Tota l'illa està protegida excepte una petita superfície al voltant de l'estació meteorològica que, amb 4 empleats, són l'única població que hi resideix permanentment en un petit assentament anomenat Hopen Ràdio. Aquesta estació meteorològica fou creada pels ocupants alemanys durant la Segona Guerra Mundial i, operada actualment per l'Institut Meteorològic de Noruega, segueix en actiu.

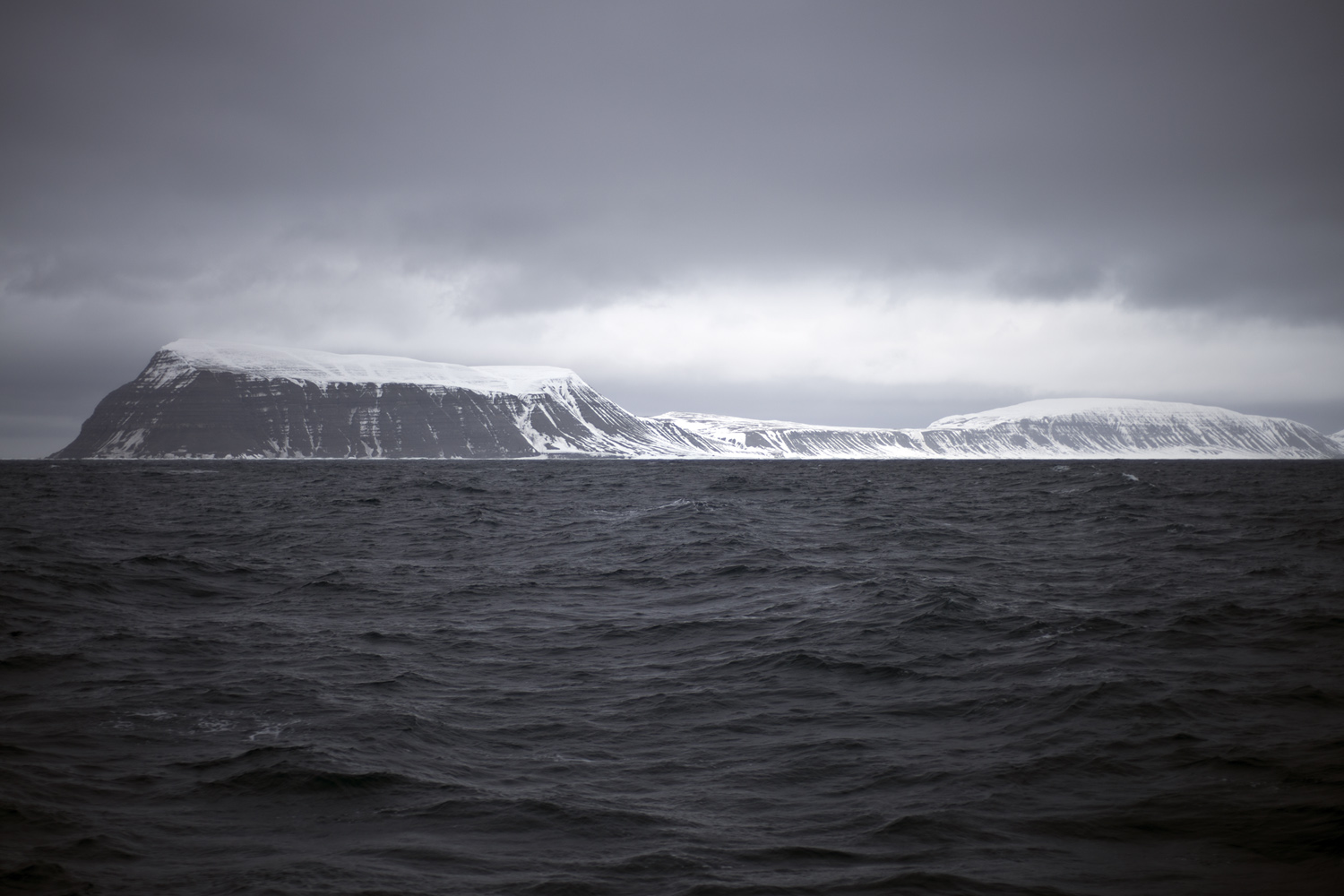
El punt més al sud, Kapp Thor, i el punt més elevat, Iversen Fjellet (370m) vistos des del sud.

Un nombre significatiu d'ossos polars van a l'illa de Hopen a l'hivern. L'illa ha estat identificada com una àrea important per a la conservació de les aus (AICA) per BirdLife International. És compatible amb poblacions reproductores de gavineta (40.000 exemplars), somorgollaire de Brünnich, (150.000 exemplars) i somorgollaire alablanc (1000 exemplars).
Encara que l'arxipèlag de Svalbard va ser descobert l'estiu del 1596 pel navegant holandès Willem Barentsz, no es té constància que hi hagués albirat aquesta illa. Probablement no va ser descoberta fins al 1613, en què el balener anglès de Hull, Thomas Marmaduke, navegant per a la Companyia de Moscòvia amb el Matthew, un vaixell de 250 tones, vice-almirall de la flota balenera anglesa, va navegar per les seves aigües. El descobriment va ser recollit al mapa de la Companyia del 1625, en el qual al costat de l'illa figura l'anotació 1613. Marmaduke va anomenar l'illa Hopen en honor del seu antic vaixell, el Hopewell.
Durant la Segona Guerra Mundial, la Luftwaffe va emplaçar a l'illa un equip de meteorologia com a part de l'«Operació Siciliana».